# Lotec Sirius
Der Lotec Sirius ist ein Supersportwagen, den der deutsche Hersteller Lotec im Jahr 2000 vorstellte. Der Sirius sollte der weltweit schnellste Sportwagen mit Straßenzulassung werden und eine Höchstgeschwindigkeit von 400 km/h erreichen. Eine Kleinserienfertigung kam nicht zustande, sodass der Sirius ein Einzelstück blieb.

## Entwicklung und Produktion
Der Sirius wurde von Lotec-Gründer Kurt Lotterschmid konstruiert. Die Planungen begannen im Jahr 1992. Die Karosserieform entwarf Lotterschmid, indem er „mehrere Spanplatten mit der groben Silhouette aneinandergestellt und dann mit der Flex bearbeitet“ habe. Innerhalb von zwei Abenden schnitzte er auf diese Weise ein Modell im Maßstab 1:4. Lotterschmid beauftragte keinen Designer. Er habe „die exakte Form des Wagens vor Augen“ gehabt. Lotterschmid fertigte keine detaillierte Zeichnung oder gar computergesteuerte Entwürfe an.
Bis zu seiner Fertigstellung im Jahr 2000 arbeitete er acht Jahre lang mit zwei Mechanikern in seiner Kolbermoorer Werkstatt am Sirius. Bei dessen Präsentation auf dem Genfer Auto-Salon habe es laut Lotterschmid durchaus respektvolle Kommentare von Größen aus der Automobilbranche gegeben. Nur Ferdinand Piëch, Vorstandsvorsitzender der Volkswagen AG, habe keinen einzigen Blick auf den Prototyp geworfen. Die Entwicklungskosten bezifferte Lotterschmid auf „sechs bis sieben Millionen Mark“.
Als Konkurrenten des Sirius sah Lotterschmid den McLaren F1 – mit 368 km/h laut Fahrzeugschein seinerzeit der schnellste straßenzugelassene Sportwagen. Ursprünglich habe Lotterschmid in den Sirius einen Sechszylindermotor von Porsche einbauen wollen. Da der McLaren einen Zwölfzylindermotor hatte, habe auch der Sirius „schon aus Prestigegründen“ einen Zwölfzylinder gebraucht. Der Sirius sollte als erstes straßenzugelassenes Fahrzeug die 400-km/h-Marke erreichen. Als Problem stellten sich die Michelin-Reifen heraus, deren Freigabe nur bis 380 km/h gegolten habe.
Lotterschmid plante zunächst eine Kleinserienfertigung des Sirius. Anvisiert war ein Kaufpreis von 1,2 Millionen D-Mark. Das Absatzpotenzial schätzte er auf „minimal 20, maximal 50 Fahrzeuge weltweit“. Es gab auch Überlegungen zu einer Kleinserie von 350 Stück. Lotterschmid beabsichtigte allerdings keine Produktion in seinem Betrieb in Kolbermoor, da er dazu „mindestens 30 Leute einstellen und eine neue Produktionshalle bauen“ gemusst hätte. Daher suchte er nach Geldgebern, die eine Fertigung des Sirius in größerem Umfang finanziert hätten, als es in Kolbermoor möglich gewesen wäre. Interessiert an einer Kleinserienfertigung zeigten sich Investoren aus Dubai. Es habe auch besonders viele Kaufanfragen aus Dubai gegeben, seitdem die dortige Luxuszeitschrift Jumeira Beach dem Sirius eine zweiseitige Hochglanz-Story gewidmet habe. Lotterschmid gab später bekannt, er habe „den Sirius mit chinesischen Geschäftspartnern in einer Kleinserie von 20 Stück auflegen“ wollen. Da es aber zu viele Meinungsverschiedenheiten gegeben habe, sei der Sirius ein Einzelstück geblieben.
Die Redakteure der Auto Bild Test & Tuning waren eigenen Angaben zufolge im Jahr 2004 die ersten Außenstehenden, die den Lotec Sirius fahren durften.

## Technik und Fahrleistungen
Die Basis des Antriebs ist ein 6,0-Liter-V12-Motor von Mercedes-Benz. Er stammt aus der S-Klasse der Baureihe 140 und leistet dort 408 PS. Lotterschmid hat den Motor mit zwei KKK-Turboladern bestückt. Dadurch wurde die Leistung des Motors auf 735 KW (1000 PS) bei 0,85 bar Ladedruck gesteigert. Wird der Ladedruck auf 1,20 bar erhöht, wird eine Motorleistung von 880 kW (1200 PS) erreicht. Das maximale Drehmoment liegt je nach Ladedruck bei 1100 oder 1320 Nm. Außerdem wurde eine Trockensumpfschmierung eingebaut, um das Triebwerk stets gut geschmiert zu halten. Die Kraft überträgt ein Sechsganggetriebe an die Hinterräder.
Gefertigt ist der Sirius aus Materialien, die auch im Flugzeugbau verwendet werden. Der Rahmen besteht aus kohlenstofffaserverstärktem Kunststoff (CFK) und Rohren aus mit Chrom und Molybdän legiertem Stahl. Auch die Karosserie ist aus CFK. Die Türen öffnen nach vorne oben (Scherentüren). Zur Karosserie gehören ein zentraler Scheibenwischer, links und rechts je drei Frontscheinwerfer mit Abblendlicht, Colorverglasung, ein glatter Unterboden, zwei Sicherheitstanks in den Seitenkästen, eine durchsichtige Motorabdeckung sowie Türen und Hauben mit Gasdruckdämpfern. Das Leergewicht des Fahrzeugs beträgt ca. 1280 kg.
Die Räder sind vorne und hinten aus einzeln an doppelten Dreieckslenkern aufgehängt, mit Stoßdämpfern, Schraubenfedern, Stabilisatoren und einer Zahnstangenlenkung mit Servo. Die Bremsanlage stammt von Brembo und ist mit einem Antiblockiersystem versehen. Die Bodenfreiheit des Fahrzeugs kann mit Hilfe eines elektrohydraulischen Systems von 80 auf 160 mm erhöht werden. Ausgestattet ist der Sirius unter anderem mit Lederausstattung, Sportsitzen mit Dreipunktgurten, Veloursteppichen  und einer Klimaanlage. Die Klimaanlage sei laut Lotterschmid „ganz wichtig für die arabischen Kunden“ gewesen. Das Armaturenbrett samt Instrumenten stammt aus dem Porsche 944. Die Skala wurde auf 400 km/h erweitert.
Der Sirius beschleunigt bei Maximalleistung in 3,8 Sekunden von 0 auf 100 km/h. Der vergleichsweise hohe Wert ist in der mangelnden Traktion des Sirius begründet. In 7,8 Sekunden beschleunigt der Wagen von 0 auf 200 km/h. Die Höchstgeschwindigkeit gibt Lotec mit 400 km/h an. Diese ist allerdings theoretischer Natur und auch im Jahr 2004 noch nie gefahren worden. Den Kraftstoffverbrauch bezifferte Lotterschmid auf 25 bis 30 Liter Superplus je 100 Kilometer. Bei konstant 120 km/h sollen 6,8 Liter ausreichen.
|                              | Lotec Sirius                                                                                                |
| ---------------------------- | --- |
| Motor:                       | Zwölfzylinder-V-Motor mit 60° Bankwinkel, vier Ventile pro Zylinder                                         |
| Anordnung:                   | Mittelmotor                                                                                                 |
| Aufladung:                   | 2 Spezial KKK-Turbolader K27                                                                                |
| Hubraum:                     | 5987 cm³ |
| Bohrung × Hub:               | 89,0 × 80,2 mm                                                                                              |
| Max. Leistung:               | bei 0,85 bar Ladedruck: 735 KW (1000 PS) bei 6300/min bei 1,20 bar Ladedruck: 880 kW (1200 PS) bei 6300/min |
| Max. Drehmoment:             | bei 0,85 bar Ladedruck: 1100 Nm bei 3400/min bei 1,20 bar Ladedruck: 1320 Nm bei 3400/min                   |
| Verdichtung:                 | 8,5 : 1 |
| Ventile:                     | 4 pro Zylinder                                                                                              |
| Kühlung:                     | Wasserkühlung                                                                                               |
| Ladeluftkühlung:             | 2 Luft-Luft-Ladeluftkühler                                                                                  |
| Schmierung:                  | Trockensumpfschmierung                                                                                      |
| Getriebe:                    | Synchronisiertes Cima 6-Gang mit Getriebeölkühler                                                           |
| Antrieb:                     | Hinterradantrieb mit Sperrdifferential                                                                      |
| Bremsen:                     | Brembo, Bremsscheiben innenbelüftet und gelocht                                                             |
| Radaufhängung:               | Einzelradaufhängung vorne und hinten an doppelten Dreieckslenkern                                           |
| Federung:                    | Schraubenfedern und Stoßdämpfer                                                                             |
| Rahmen:                      | Kohlenstofffaserverstärkter Kunststoff und Rohre aus Chrommolybdänstahl                                     |
| Karosserie:                  | Kohlenstofffaserverstärkter Kunststoff                                                                      |
| Felgen/Reifen:               | 3-teilige Works-Räder Vorne: 9,5 × 19" 255/40 ZR 19" Hinten: 13 × 19" 345/30 ZR 19"                         |
| Länge × Breite × Höhe:       | 4120 × 2080 × 1120 mm                                                                                       |
| Leergewicht:                 | ca. 1280 kg                                                                                                 |
| Höchstgeschwindigkeit:       | bis 400 km/h (je nach Übersetzung)                                                                          |
| Beschleunigung 0 – 100 km/h: | 3,8 s |
| Beschleunigung 0 – 200 km/h: | 7,8 s |
| Quelle: Werksangaben         | |